# José João da Costa Botelho
José João da Costa Botelho (Belém (Pará), 25 de abril de 1908 — maio de 1976) foi um político brasileiro. Exerceu o mandato de deputado federal pelo Pará em 1946-1951.